# Estación 4 de Febrero
La Estación 4 de Febrero es una estación del servicio de Transmetro que opera en la Ciudad de Guatemala.
Está ubicada sobre el Anillo Periférico en la Zona 7 de la Ciudad de Guatemala, en la Colonia con el mismo nombre.
- Datos: Q115799244